# Estació de Llemotges-Benedictins
L'Estació de Limoges-Bénédictins es troba a la ciutat de Llemotges al departament francès de l'Alta Viena.